# Kotjärnen (Ekshärads socken, Värmland)
Kotjärnen är en sjö i Hagfors kommun i Värmland och ingår i Göta älvs huvudavrinningsområde. Sjön har en area på 0,05 kvadratkilometer och ligger 210,7 meter över havet.

## Delavrinningsområde
Kotjärnen ingår i det delavrinningsområde (665981-135942) som SMHI kallar för Utloppet av Älgsjön. Medelhöjden är 246 meter över havet och ytan är 16,18 kvadratkilometer. Det finns inga avrinningsområden uppströms utan avrinningsområdet är högsta punkten. Älgån som avvattnar avrinningsområdet har biflödesordning 4, vilket innebär att vattnet flödar genom totalt 4 vattendrag innan det når havet efter 351 kilometer. Avrinningsområdet består mestadels av skog (77 procent). Avrinningsområdet har 1,58 kvadratkilometer vattenytor vilket ger det en sjöprocent på 9,8 procent.